# Plaques de matrícula del Quebec

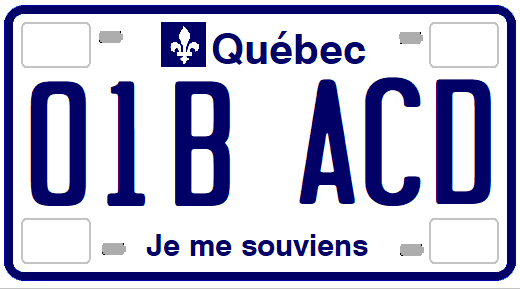
Model de matrícula de desember del 2022 fins a setembre de 2023.

Les plaques de matrícula dels vehicle del Quebec es componen des de finals de 2023 d'un sistema de combinació alfanumèrica formada per set caràcters en blau marí, tres lletres, dues xifres i una lletra (ex. ABCD 12D) en relleu sobre un fons blanc reflectant, centrat a la part superior hi ha el nom de la província, "Québec", i centrat a la inferior el lema "Je me souviens".
Actualment, les plaques són emeses per la Société de l'assurance automobile du Québec (SAAQ). I fabricades per Relief Design Inc., de Saint-Louis-de-Blandford. L'empresa és una empresa germana de Waldale Manufacturing Ltd, amb seu a la localitat d'Amherst, Nova Escòcia.
El 1978, el Partit Quebequès va decidir treure la placa davantera per tal d'estalviar diners, pel que des d'aquesta data, els quebequesos només tenen l'obligació de col·locar una placa a la part posterior del seu cotxe. Aquestes només poden ser plaques homologades. Els dissenys decoratius estan permesos a la placa davantera del vehicle, però mostrar una placa amb un disseny que es pugui "confondre" amb una placa oficial del Quebec o de qualsevol altra jurisdicció, és una infracció dels articles 34 i 56 del Codi de Seguretat Viària i sancionable amb una multa.

## Història
La província del Quebec va exigir per primera vegada que els seus residents registrar els vehicles de motor el 1906. Els inscrits van proporcionar les seves pròpies matrícules per a la seva exhibició fins al 1908, any en què la província va començar a emetre les plaques.
El 1956, el Canadà i els Estats Units d'Amèrica van arribar a un acord amb l'Associació Americana d'Administradors de Vehicles de Motor, l'Associació de Fabricants d'Automòbils i el Consell Nacional de Seguretat en que es concretava una mida única de les plaques de vehicles de passatgers a 150 mm per 300 mm (6 per 12 polzades), amb forats per poder-les muntar espaiats 180 mm (7 polzades), tot i que les dimensions o poden variar lleugerament segons la jurisdicció.

### Models de 1908 fins 1971
| Imatge | Data d'expedició | Disseny | Lema                                                                 | Combinació utilitzada | Notes |
| ------ | ---------------- | --- | -------------------------------------------------------------------- | --------------------- | --- |
|        | 1908–10          | Caràcters en blanc sobre fons negre. "PQ" en vertical a la dreta. | Sense lema                                                           | 1234                  | Placa de goma de mides 6" x 12" (15,24 x 30,48 cm) |
|        | 1911             | Caràcters en blanc sobre fons blau marí. "PQ" en vertical a la dreta. | Sense lema                                                           | 1234                  | Placa de porcellana de mides 6" x 12" (15,24 x 30,48 cm) |
|        | 1912             | Caràcters en negre sobre fons blanc. "PQ" en vertical a la dreta. | Sense lema                                                           | 1234                  | Fins al 1924 les plaques estan fetes d'un conglomerat de fusta anomenat "fiberboard". Les mides canvien a 7" x 12" (17,78 x 30,48 cm)                                                                      |
|        | 1913             | Caràcters en blanc sobre fons verd fosc. "PQ" centrat a baix. | Sense lema                                                           | 1234                  | |
|        | 1914             | Caràcters en vermell sobre fons blanc. "PQ" en vertical a la dreta. | Sense lema                                                           | 12345                 | Les mides canvien a 6" x 15" (15,24 x 38.1 cm) |
|        | 1915             | Caràcters en negre sobre fons verd clar. "QUEBEC" centrat a baix. | Sense lema                                                           | 12345                 | |
|        | 1916             | Caràcters en negre sobre fons gris. "QUEBEC" centrat a baix. | Sense lema                                                           | 12345                 | |
|        | 1917             | Caràcters en vermell sobre fons crema. "QUEBEC" centrat a baix. | Sense lema                                                           | 12345                 | Les mides canvien a 5 7/8" x 11 7/8" fins al 1918. |
|        | 1918             | Caràcters en negre sobre fons crema. "QUEBEC" centrat a baix dins una franja negre. | Sense lema                                                           | 12345                 | |
|        | 1919             | Caràcters en vermell sobre fons groc clar. "QUEBEC" centrat a baix. | Sense lema                                                           | 12345                 | |
|        | 1920             | Caràcters en verd sobre fons blanc. "QUEBEC" centrat a dalt dins una franja verda. | Sense lema                                                           | 12345                 | |
|        | 1921             | Caràcters en blanc sobre fons negre. "QUEBEC" centrat a baix. | Sense lema                                                           | 12345, 123-456        | Les mides canvien a: plaques amb 5 dígits (5 3/4" x 11 1/2") i les de 6 dígits (5 3/4" x 13"). |
|        | 1922             | Caràcters en blau marí sobre fons blanc. "QUEBEC" centrat a baix dins una franja blau marí. | Sense lema                                                           | 12345                 | Totes les plaques tenen la mida de 5 3/8" x 11 3/8". |
|        | 1923             | Caràcters en groc sobre fons negre. "QUEBEC 1923" centrat a baix i l'escut provincial s'utilitza com a separador de la combinació. | Sense lema                                                           | 12 345                | |
|        | 1924             | Caràcters en verd sobre fons blanc. "QUE - 24" centrat a baix. | Sense lema                                                           | 12345, H12345         | Les combinacions de xifres s'emeten per a vehicles de menys de 3.000 lliures de pes (1.360.8 kg), i les combinacions amb prefix "H" per a vehicles més pesats. Aquesta pràctica va continuar fins al 1936. |
|        | 1925             | Caràcters en blanc sobre fons negre. "QUE–25" centrat a baix. | Sense lema                                                           | 12345, H12345         | Primera placa en relleu. Fins al 1932 les mides canvien a: 5 dígits (6" x 10 1/2", 6" x 10 1/4") i 6 dígits (6" x 11 3/4", 6" x 12" o 6" x 12 1/4").                                                       |
|        | 1926             | Caràcters en blanc sobre fons granat. "QUE–26" centrat a baix. | Sense lema                                                           | 12345, H12345         | |
|        | 1927             | Caràcters en negre sobre fons groc. "QUE–27" centrat a baix. | Sense lema                                                           | 12345, H12345         | |
|        | 1928             | Caràcters en negre sobre fons verd clar. "QUE–28" centrat a baix. | Sense lema                                                           | 123456, H12345        | |
|        | 1929             | Caràcters en blanc sobre fons negre. "QUE–29" centrat a baix. | Sense lema                                                           | 123456, H12345        | |
|        | 1930             | Caràcters en negre sobre fons groc. "QUE–30" centrat a dalt. | Sense lema                                                           | 123456, H12345        | |
|        | 1931             | Caràcters en blanc sobre fons granat. "31–QUE" centrat a baix. | Sense lema                                                           | 123456, H12345        | |
|        | 1932             | Caràcters en negre sobre fons verd clar. "32–QUE" centrat a dalt. | Sense lema                                                           | 123456, H12345        | |
|        | 1933             | Caràcters en blanc sobre fons blau. "QUE" en vertical a l'esquerra i "33" a la dreta. | Sense lema                                                           | 123456, H12345        | Primera placa amb vora. Les mides canvien a 5 1/2" x 13 1/4". |
|        | 1934             | Caràcters en negre sobre fons gris. "34" en vertical a l'esquerra i "QUE" a la dreta. | Sense lema                                                           | 123456, H12345        | |
|        | 1935             | Caràcters en blanc sobre fons granat. "QUE" en vertical a l'esquerra i "36" a la dreta. | Sense lema                                                           | 123456, H12345        | La placa és fa una mica més curta, mides 5 1/2" x 13 1/2". |
|        | 1937             | Caràcters en platejat sobre fons verd. "QUEBEC 37" centrat a baix. | Sense lema                                                           | 123-456               | Nou canvi de mides, fins al 1943, a: 3-5 dígits (6" x 10 1/4"), 6 dígits (6" x 12") |
|        | 1938             | Caràcters en platejat sobre fons negre. "QUEBEC 38" centrat a dalt. | Sense lema                                                           | 123-456               | |
|        | 1939             | Caràcters en platejat sobre fons granat. "QUEBEC 39" centrat a baix. | Sense lema                                                           | 123-456               | |
|        | 1940             | Caràcters en blanc sobre fons negre. "QUEBEC 40" centrat a dalt. | Sense lema                                                           | 123-456               | |
|        | 1941             | Caràcters en blanc sobre fons verd. "QUEBEC 41" centrat a baix. | Sense lema                                                           | 123-456               | |
|        | 1942             | Caràcters en blanc sobre fons negre. "QUEBEC 42" centrat a dalt. | Sense lema                                                           | 123-456               | |
|        | 1943             | Caràcters en groc sobre fons negre. "QUEBEC-43" centrat a baix. | Sense lema                                                           | 123-456               | |
|        | 1944             | Caràcters en negre sobre fons gris. "QUEBEC-44" centrat a baix. | Sense lema                                                           | 123-456               | Les plaques són fetes de masonita per l'estalvi d'acer durant la Segona Guerra Mundial. |
|        | 1945             | Caràcters en blanc sobre fons blau marí. "QUEBEC-45" centrat a dalt. | Sense lema                                                           | 123-456               | Lleuger canvi de mides a: 5-6-dígits (5 3/8" x 11 1/2") |
|        | 1946             | Caràcters en carabassa sobre fons negre. "QUEBEC-46" centrat a baix. | Sense lema                                                           | 123-456               | |
|        | 1947             | Caràcters en blanc sobre fons negre. "QUEBEC-47" centrat a dalt. | Sense lema                                                           | 123-456               | |
|        | 1948             | Caràcters en verd sobre fons blanc. "QUEBEC-48" centrat a dalt. | Sense lema                                                           | 123-456               | |
|        | 1949             | Caràcters en blanc sobre fons verd. "QUEBEC-49" centrat a baix. | Sense lema                                                           | 123-456               | |
|        | 1950             | Caràcters en blanc sobre fons blau ceruli. "QUÉBEC-50" centrat a dalt. | Sense lema                                                           | 123-456               | Primera placa amb una flor de lliri per separar la combinació i amb el nom en francès. Canvi de mides a: 1-5 dígits (6" x 11 1/2"), 6 dígits (6" x 13 1/2")                                                |
|        | 1951             | Caràcters en blanc sobre fons granat. "QUÉBEC-51" centrat a dalt. | Sense lema                                                           | 123-456               | |
|        | 1952             | Caràcters en carabassa sobre fons blau ceruli. "QUÉBEC-52" centrat a dalt. | Sense lema                                                           | 123-456               | |
|        | 1953             | Caràcters en negre sobre fons blanc. "QUÉBEC-53" centrat a baix. | Sense lema                                                           | 123-456               | |
|        | 1954             | Caràcters en negre sobre fons groc. "QUÉBEC-54" centrat a dalt. | Sense lema                                                           | 123-456               | |
|        | 1955             | Caràcters en groc sobre fons negre. "QUÉBEC-55" centrat a baix. | Sense lema                                                           | 123-456               | |
|        | 1956             | Caràcters en verd sobre fons blanc. "QUÉBEC-56" centrat a dalt. | Sense lema                                                           | 123-456               | S'introdueix la placa de mides estàndard 6x12 polzades (15x30cm) |
|        | 1957             | Caràcters en blanc sobre fons verd. "QUÉBEC-57" centrat a baix. | Sense lema                                                           | 123-456               | |
|        | 1958             | Caràcters en negre sobre fons platejat. "QUÉBEC-58" centrat a dalt. | Sense lema                                                           | 123-456               | |
|        | 1959             | Caràcters en negre sobre fons groc. "QUÉBEC-59" centrat a baix. | Sense lema                                                           | 123-456               | |
|        | 1960             | Caràcters en groc sobre fons negre. "QUÉBEC-60" centrat a dalt. | Sense lema                                                           | 123-456               | |
|        | 1961             | Caràcters en negre sobre fons blanc. "QUÉBEC-61" centrat a baix. | Sense lema                                                           | 123-456               | |
|        | 1962             | Caràcters en blanc sobre fons negre. "QUÉBEC-62" centrat a dalt. | Sense lema                                                           | 123-456               | |
|        | 1963             | Caràcters en groc sobre fons negre. "QUÉBEC-63" centrat a dalt. | "LA BELLE PROVINCE" centrat a baix.                                  | 123-456, 12-345A      | Primera placa amb lema. |
|        | 1964             | Caràcters en verd fosc sobre fons groc. "QUÉBEC" centrat a dalt, flor de lliri i "64" en vertical a l'esquerra. | "LA BELLE PROVINCE" centrat a baix.                                  | 123-456, 1A-2345      | |
|        | 1965             | Caràcters en blanc sobre fons blau marí. "QUÉBEC" centrat a dalt, flor de lliri i "65" en vertical a l'esquerra. | "LA BELLE PROVINCE" centrat a baix.                                  | 1A-2345               | No s'utilitzen les lletres F, I, J, L, O, Q, T i U a la combinació. |
|        | 1966             | Caràcters en blanc sobre fons vermell. "QUÉBEC" centrat a dalt, flor de lliri i "66" en vertical a l'esquerra. | "LA BELLE PROVINCE" centrat a baix.                                  | 1A-2345               | Les lletres F, J i L passen a utilitzar-se. Però la lletra utilitzada és més petita que les xifres. |
|        | 1967             | Caràcters en vermell sobre fons blanc. Placa davantera: logotip centrat de l'Expo 67 de Montreal, amb flor de lis a l'esquerra, a la part inferior d'esquerra a dreta "1967", la combinació del vehicle i "QUÉ.". Placa posterior: "QUÉ." i fulla d'auró a l'esquerra, combinació del vehicle a la dreta. A la part inferior "1867 CONFÉDÉRATION 1967" d'esquerra a dreta. | Placa davantera: "MONTRÉAL EXPO67". Placa posterior: "CONFÉDÉRATION" | 1A-2345               | Commemoració de l'Exposició Universal de Montreal de 1967 i del Centenari de la Confederació canadenca. |
|        | 1968             | Caràcters en blanc sobre fons blau marí. "QUÉBEC" centrat a dalt, flor de lliri i "68" en vertical a l'esquerra. | "LA BELLE PROVINCE" centrat a baix.                                  | 1A-2345               | |
|        | 1969             | Caràcters en negre sobre fons blanc. "QUÉBEC" centrat a dalt, flor de lliri i "69" en vertical a l'esquerra. | "LA BELLE PROVINCE" centrat a baix.                                  | 1A-2345               | S'afegeix la lletra T a la combinació. |
|        | 1970             | Caràcters en blanc sobre fons verd. "QUÉBEC" centrat a dalt, flor de lliri i "70" en vertical a l'esquerra. | "LA BELLE PROVINCE" centrat a baix.                                  | 1A-2345               | S'afegeixen les lletres W i Y a la combinació. |
|        | 1971             | Caràcters en ngre sobre fons groc. "QUÉBEC" centrat a dalt, flor de lliri i "71" en vertical a l'esquerra. | "LA BELLE PROVINCE" centrat a baix.                                  | 1A-2345               | |

### Models de 1972 fins avui dia
| Imatge | Data d'expedició            | Disseny                                                                                    | Lema                                                                     | Combinació utilitzada | Notes |
| ------ | --------------------------- | ------------------------------------------------------------------------------------------ | ------------------------------------------------------------------------ | --------------------- | --- |
|        | 1972                        | Caràcters en blanc sobre fons vermell. Flor de lliri, "QUÉBEC" i "72" a dalt.              | "LA BELLE PROVINCE" centrat a baix.                                      | 1A-2345               | La lletra de la combinació té la mateixa mida que les xifres. |
|        | 1973                        | Caràcters en vermell sobre fons blanc. "19 QUÉBEC 73" centrat a dalt.                      | "LA BELLE PROVINCE" centrat a baix.                                      | 1A-2345               | La flor de lliri torna a separar la combinació. |
|        | 1974                        | Caràcters en negre sobre fons groc.Flor de lliri, "QUÉBEC" i "74" a dalt.                  | "LA BELLE PROVINCE" centrat a baix.                                      | 123A456               | Es torna a reduir la mida de la lletra, facilitant la lectura de la combinació.                                                                                                   |
|        | 1975                        | Caràcters en verd sobre fons blanc. "75", "QUÉBEC" i flor de lliri centrat a dalt.         | "LA BELLE PROVINCE" centrat a baix.                                      | 123A456               | S'utilitzen les lletres A, K, N, S i B. |
|        | 1976                        | Caràcters en vermell sobre fons crema. Flor de lliri, "QUÉBEC" i "76" centrat a dalt.      | "LA BELLE PROVINCE" centrat a baix, entre mig el logotip de Montreal 76. | 123A456               | S'utilitzen les lletres H, L, M i P. |
|        | 1977                        | Caràcters en blau marí sobre fons blau cel. Flor de lliri, "QUÉBEC" i "77" centrat a dalt. | "La belle province" centrat a baix.                                      | 123A456               | Primera placa amb el lema en minúscules. S'utilitzen les lletres R, S, T i V. |
|        | 1978                        | Caràcters en negre sobre fons beix. "78", flor de lliri i "QUÉBEC" centrat a dalt.         | "Je me souviens" centrat a baix.                                         | 123A456               | Primera placa amb el lema oficial de la província. S'utilitzen les lletres A, B, C, E i F. S'elimina l'obligatorietat de portar matrícula davantera.                              |
|        | 1979–83                     | Caràcters en blau marí sobre fons blanc. "79", flor de lliri i "QUÉBEC" centrat a dalt.    | "Je me souviens" centrat a baix.                                         | 123A456               | Primera placa no anual. S'utilitzen les lletres H, P, L and M |
|        | 1983–96                     | Caràcters en blau marí sobre fons blanc. Flor de lliri i "QUÉBEC" centrat a dalt.          | "Je me souviens" centrat a baix.                                         | ABC 123               | Canvi de tipografia, caràcters més gruixuts i d'aspecte més quadrat. Validació anual amb adhesius fins al 1992. Lletres I i O no utilitzades, aquesta pràctica continua avui dia. |
|        | 1996-setembre 2009          | Caràcters en blau marí sobre fons blanc. Flor de lliri i "QUÉBEC" centrat a dalt.          | "Je me souviens" centrat a baix.                                         | 123 ABC               | |
|        | Setembre 2009-desembre 2022 | Caràcters en blau marí sobre fons blanc. Flor de lliri i "QUÉBEC" centrat a dalt.          | "Je me souviens" centrat a baix.                                         | B12 CDE               | Les lletres A, C, F, L, R, T i V no s'utilitzen com a primera lletra de la combinació.                                                                                            |
|        | Desembre 2022-setembre 2023 | Caràcters en blau marí sobre fons blanc. Flor de lliri i "QUÉBEC" centrat a dalt.          | "Je me souviens" centrat a baix.                                         | 12A BCD               | Les lletres B, D, Q i S no s'utilitzen com a primera lletra de la combinació. Queda suspesa per l'alt nombre de combinacions inadequades.                                         |
|        | Setembre 2023-avui dia      | Caràcters en blau marí sobre fons blanc. Flor de lliri i "QUÉBEC" centrat a dalt.          | "Je me souviens" centrat a baix.                                         | AAB 12C               | Les lletres B, D, Q i S no s'utilitzen com a primera lletra de la combinació. |

## Altres tipus

### Personalitzades
El Quebec permet l'emissió de plaques personalitzades des del juliol de 2018, prèvia aprovació de la combinació, i té algunes limitacions:
- Ha de tenir entre 5 i 7 lletres (ex. ABCDEF)
- Una xifra seguida de 4 a 6 lletres: (ex. 1ABCDEF)
- De 4 a 6 lletres seguides d'una xifra (ex. ABCDEF1)
- Una xefra seguida de 3 a 5 lletres i acabada amb una altra xifra (ex. 1ABCDE1)

### Especials
Actualment la província ofereix un tipus de placa especial.
| Imatge | Data d'expedició | Tipus            | Disseny | Lema                             | Combinació utilitzada | Notes                                      |
| ------ | ---------------- | ---------------- | --- | -------------------------------- | --------------------- | ------------------------------------------ |
|        | 2006             | Veterà de guerra | Caràcters en blau marí sobre fons blanc. Flor de lliri i "QUÉBEC" centrat a dalt. Una rosella vermella per separar la combinació. | "Je me souviens" centrat a baix. | 123 PBC               | Només per a vehicles de menys de 3.000 kg. |

### Vehicles elèctrics
Els vehicles elèctrics (també híbrids endollables i elèctrics a bateria) poden utilitzar des del 2011 una placa igual que la resta de vehicles de passatgers però es distingeix perquè tots els caràcters són en color verd.

### Motocicletes
Les plaques per motocicletes des del 1989 utilitzen una combinació de cinc xifres i una lletra al final (ex. "12345A") en blau sobre fons blanc, la resta és igual que la dels vehicles de passatgers.

### Vehicles tot terrerny
Els quads i vehicles similars utilitzen una placa de fons blanc reflectant amb una combinació de cinx xifres i dues lletres que comença sempe per V (ex. "VA12345" o "V12345A"), la resta és igual que la dels vehicles de passatgers.

### Vehicles tot terreny elèctrics
Des del 2011 els vehicles off-road també poden portar una placa de vehicle elèctric. Aquesta porta tots els caràcters en verd i la combinació comença amb la lletra V i acaba amb les lletres VE, de Véhicule électrique.

### Vehicles comercials
Els vehicles comercials utilitzen des del 2001 el mateix disseny de placa que la resta de vehicles de passatgers però amb una combinació formada per tres lletres i quatre xifres que comença per F (ex. "FAB1234").

### Vehicles comercials elèctrics
Els vehicles comercials elèctric utilitzen des del 2011 el mateix disseny que els de combustió però distingeixen els vehicles pessats (més de 3.000kg) amb una combinació F123456 i els vehicles lleugers (menys de 3.000kg) amb una combinació FVE1234.

### Concessionari
Els vehicles de concessionari utilitzen el mateix format de placa que els vehicles de passatgers però amb una combinació que comença per la lletra "X" (ex. X123456).

### Remolc
Els trailers utilitzen des del 2007 el mateix disseny de placa que els vehicles de passatgers, però amb una combinació que comença per la lletra "R", de Remolc, (ex. RA1234C).

### Vehicle agrícola
Els vehicles agrícoles utilitzen el mateix disseny de placa que els vehicles de passatgers, però amb una combinació que comença per la lletra "C" seguida de cinc xifres (ex. C012345).

### Camió
Els camions utilitzen el mateix disseny de placa que els vehicles de passatgers, però amb una combinació que comença per la lletra "L" seguida de sis xifres (ex. L123456). Els camions elèctrics poden portar el disseny de placa elèctrica però la combinació només porta tres xifres i afegeix les lletres "LE" als final (ex. L123LE).

### Radioaficionat
Els vehicles equipats de radioaficionat poden portar una placa amb el mateix disseny que els vehicles de passatgers, però amb una combinació que comença per les lletres "VA" o "VE" seguida d'una xifra i tres lletres (ex. VA1ABC). Aquesta placa alerta la policia que el vehicle està equipat amb un aparell de ràdioaficionat, la qual cosa significa que el propietari podria ajudar si cal.

### Diplomàtiques
Els vehicles diplomàtics utilitzen el mateix disseny de placa que els vehicles de passatgers, però amb una combinació que comença per les lletres "CC", de Corps Consulaire, o "CD", de Corps Diplomatique seguida de quatre xifres (ex. CC1234). Els vehicles elèctrics poden portar la matrícula verda i escurcen la combinació a dues xifres per afegir-hi les lletres "VE" al final (ex. CC12VE)

### Taxi
El govern provincial va cessar l'emissió de plaques distintives per a taxi (inicial "T") el 10 d'octubre de 2020 i va eliminar-les gradualment fins al 31 de març de 2021, després de la promulgació d'una llei per modernitzar la indústria del taxi. Totes les plaques "T" s'han convertit en plaques de passatgers o comercials ("F").
Fins al 2021 la combinació estava formada per la lletra "T" seguida de sis xifres, de les quals les dues primeres indicaven el codi del municipi o la zona d'operació del taxi (ex. T123456). Aquesta llista indica els diferents codis existents:
- 01: Boucherville
- 02: Longueuil
- 03: Candiac/La Prairie
- 04: Cowansville
- 05: Montreal (zona est)
- 06: Joliette
- 07: Lachute
- 08: Laval
- 09: Matane
- 10: Mont-Joli
- 11: Montreal (centre ciutat)
- 12: Montreal (Ouest de l'île)
- 13: Rivière-du-Loup
- 14: Saint-Eustache
- 15: Saint-Jérôme
- 16: Sorel-Tracy
- 17: Terrebonne
- 18: Thetford Mines
- 19: Victoriaville
- 20: Alma
- 21: Baie-Comeau
- 22: Beauharnois
- 23: Beloeil
- 24: Saint-Bruno-de-Montarville
- 25: Ciutat de Quebec (Charlesbourg)
- 26: Châteauguay
- 27: Ville de Saguenay (La Baie)
- 28: Dolbeau-Mistassini
- 29: Drummondville
- 30: Ciutat de Quebec (Beauport)
- 31: Gaspé
- 32: Montreal (Repentigny)
- 33: Granby
- 34: Gatineau (Hull)
- 35: Lévis (centre ciutat)
- 36: Quebec (centre ciutat)
- 37: Rimouski
- 38: Ciutat de Quebec (Sainte-Foy—Sillery)
- 39: Saint-Hyacinthe
- 40: Trois-Rivières
- 41: Saint-Jean-sur-Richelieu
- 42: Shawinigan
- 43: Sherbrooke
- 44: Salaberry-de-Valleyfield
- 45: Amos
- 46: Chibougamau
- 47: Matagami
- 48: Rouyn-Noranda (centre ciutat)
- 49: Val-d'Or
- 50: La Tuque
- 51: Saguenay (Jonquière)
- 52: Saguenay (Chicoutimi)
- 53: Sept-Îles
- 54: Sainte-Thérèse
- 55: Gatineau (Gatineau)
- 56: Repentigny (Le Gardeur)
- 57: Vaudreuil-Dorion